# Žiogupis

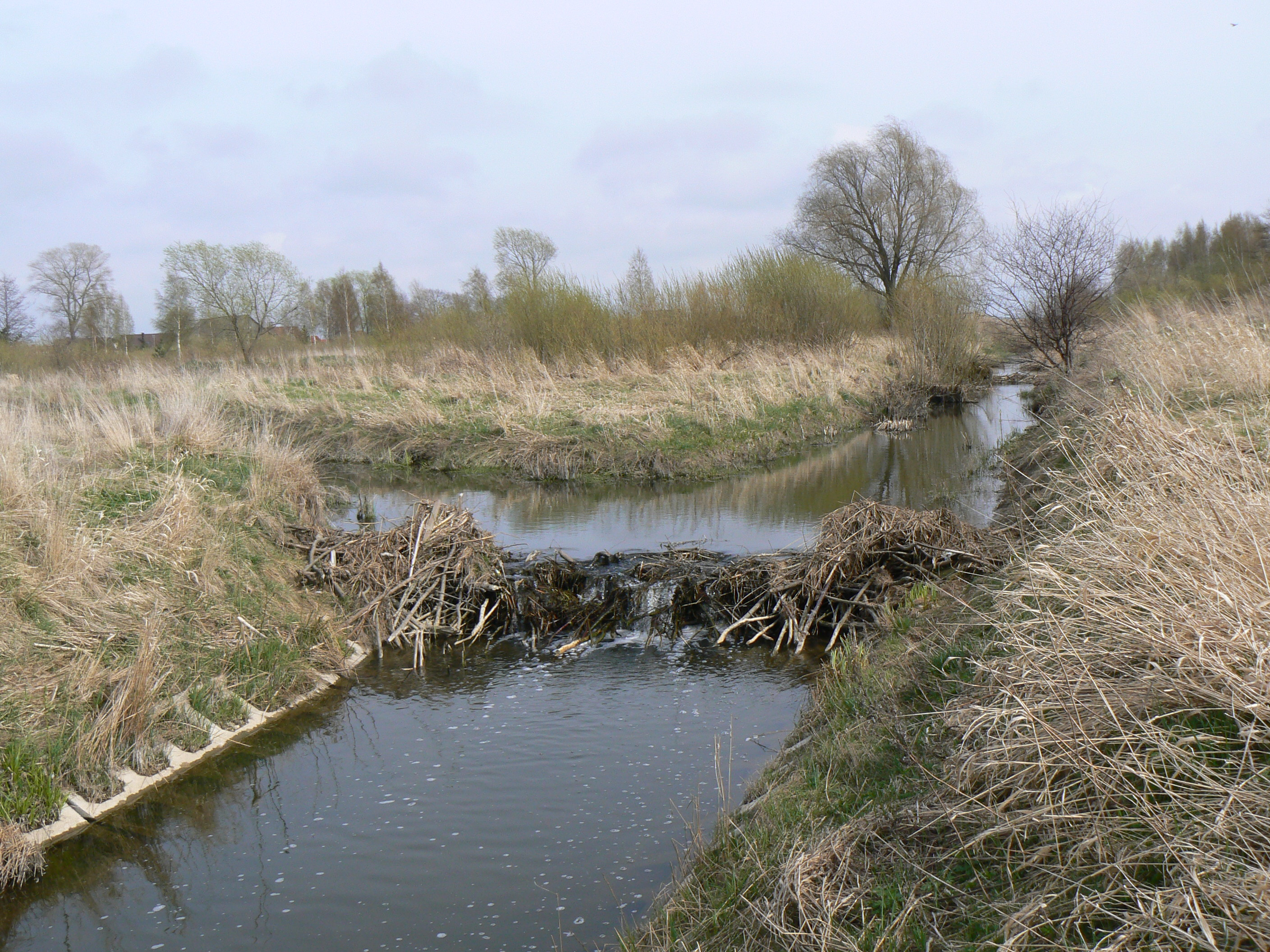
Soutok Rąžė (vlevo) s Žiogupisem (p) na jihozápadním okraji Palangy

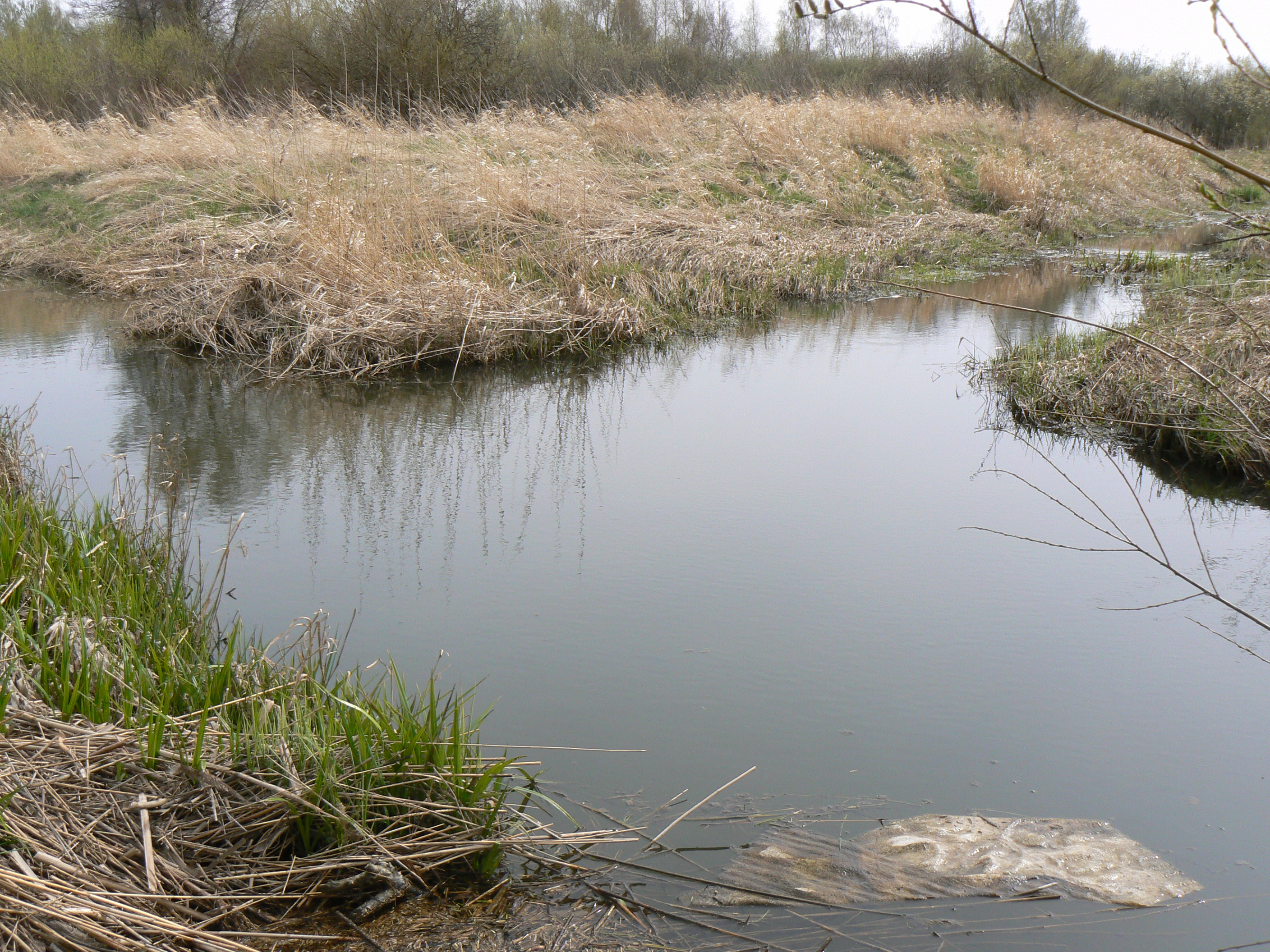
Soutok Šakšinisu (vlevo) s Žiogupisem (p) na jihozápadním okraji Palangy

Žiogupis je potok na západě Litvy (Klaipėdský kraj), v Žemaitsku, v okresech Klaipėda, Kretinga a Palanga, levý přítok řeky Rąžė. Pramení 3 km na západ od městysu Kretingalė, na západ od nádraží, teče zpočátku směrem severozápadním, poté se obloukem stáčí do směru severního, u Gibišėliů se stáčí ostře na západ, v obci Girkaliai opět na sever, severozápad, podtéká pod dálnicí A13, za kterou meandruje a na katastrální území Palangy vtéká od jihu. Na jihovýchodním okraji Palangy se vlévá do řeky Rąžė jako její levý přítok, 2,9 km od jejího ústí do Baltského moře.

## Přítoky
Žiogupis má jen nevýznamné přítoky, z nichž Šakšinis - pravý (s několika vlastními přítoky) se do Žiogupisu vlévá nedaleko jeho soutoku s Rąžė na jihozápadním okraji Palangy.